# Defensa Matrix
La defensa Matrix es el término dado a aquellos casos legales en los que la defensa se ha basado en las películas de la saga Matrix, donde la realidad es una simulación por ordenador (una realidad simulada) y la verdadera realidad es muy distinta de la percibida por los usuarios de la simulación. 
Al usar esta defensa, los acusados afirman que cometieron un delito porque creían que estaban en Matrix y no en el mundo real. Es una versión de la defensa por demencia, y se la considera descendiente de la defensa Taxi Driver utilizada por John Hinckley Jr., una de las primeras defensas basadas en la mezcla de la realidad con las películas.
Independientemente de si el defendido cree o no que vive dentro de Matrix, esta defensa se ha usado con éxito para poner conseguir que los defendidos fueran a centros psiquiátricos en lugar de a prisiones:
- Tonda Lynn Ansley de Hamilton, Ohio, fue declarada no culpable al usar la defensa Matrix tras disparar en la cabeza a su casera.[2]
- Vadim Mieseges de San Francisco dio a la policía una explicación basada en la película Matrix después de cortar en trozos a su casera, y fue declarado incompetente para ser juzgado.[2]
- Los abogados de Joshua Cooke iban a intentar esta defensa en el juicio de 2003 al que fue sometido por haber asesinado a sus padres adoptivos, antes de declararse culpable.
- El caso de Lee Malvo también contiene referencias a Matrix, mencionada en los escritos extraídos de su celda; se dice que gritó "free yourself from the Matrix" ("liberaos de Matrix") desde su celda tras su arresto, y le dijo a agentes del FBI que vieran la película si querían entenderle.[2][3][4]